# Abenójar
Abenójar este un oraș din Spania, situat în provincia Ciudad Real din comunitatea autonomă Castilia-La Mancha.
1. ↑  Nomenclátor Geográfico de Municipios y Entidades de Población (20240402 edition)